# 国产电影保护月
国产电影保护月是一个与中国大陆电影产业相关的术语，一般指6月至8月上映的外国电影在中国大陆会有不同程度的延期，这段时间被媒体和业界称为“国产电影保护月”。

## 起因与来源
一般认为保护月存在的初衷，是为完成国产电影每年所占票房比的份额。“十四五”中国电影发展规划提到“国产电影年度票房占比保持在55%以上”。外界认为，这是中华人民共和国政府利用行政权力限制外来电影的引进，从而帮助中国大陆电影（所谓国产电影）取得经营优势的公共政策。
这一术语首见於2006年報導《“国产电影保护月”沈阳遇冷引发议论》。该报道指，此项政策源于2004年国家广播电影电视总局一份通知，希望该时期各院线支持国产影片，也不鼓励在每年6月20日至7月10日、7月20日至8月10日引进外语电影。国产电影保护月的时间为每年6月至8月的暑期档（也有传言为7月至8月）。
2012年11月至12月该报道被国家广播电影电视总局副局长田进和各大中文新闻媒体如腾讯否认，但事实上，在北美6月至8月上映的外来电影在中国大陆会有不同程度的延期。2004年人民网指出在有关部门的干涉下，《十面埋伏》的档期没有一部外语电影参与竞争，2006年5月至6月各大中文新闻媒体也曾指出有关国产电影保护月等问题。
2016年，部分分账大片在7、8月上映，一些媒体称国产电影保护月消失，但大多数年份来看仍然实际存在保护月现象。自新冠疫情以来，因电影院多次因疫情管控关停，中美关系遇冷，好莱坞大片减少等因素，进口片的票房占比大幅下降，国产电影保护月从20年开始被提及的频率降低。2020年，由于影院行业刚刚复工的关系，部分影院仍未开门，进口片作为试水占据了暑期档。
2023年，由于进口片票房在国内大幅下滑，两会后大部分影片都能保证准同步。《碟中谍7》、《芭比》、《GT赛车》等片也选在暑期中间上映，国产电影保护月被认为不复存在。但2023年暑期档，进口影片的票房表现普遍不佳。